# Bogdanovka
Bogdanovka là một trại tập trung cho người Do Thái được chính quyền Rumani thành lập tại Chính phủ Transnistria trong Thế chiến II như một phần của Holocaust.

## Vị trí
Ba trại tập trung được đặt gần các làng Bogdanovka, Domanovka và Acmecetca trên sông Nam Bug, thuộc quận Golta, Transnistria. Trại tập trung Bogdanovka giam giữ 54.000 người vào cuối năm 1941.

## Thảm sát
Vào tháng 12 năm 1941, một vài trường hợp mắc bệnh sốt phát ban, một căn bệnh lây lan từ chấy và bọ chét, đã bùng phát trong trại. Một quyết định đã được cố vấn người Đức cho chính quyền quận Rumani và Huyện ủy Rumani đưa ra để giết tất cả các tù nhân. Aktion bắt đầu vào ngày 21 tháng 12, và được binh lính Rumani, hiến binh, cảnh sát Ukraine, thường dân từ Golta, và người Đức địa phương thực hiện dưới quyền chỉ huy của cảnh sát chính quy Ukraine, Kazachievici. Hàng ngàn tù nhân tàn tật và bị bệnh đã bị buộc vào hai chuồng bị khóa, được nhúng dầu hỏa và đốt cháy, thiêu sống tất cả những người bên trong. Các tù nhân khác được dẫn theo nhóm đến một khe núi trong một khu rừng gần đó và bị bắn vào cổ. Những người Do Thái còn lại đào hố bằng tay không trong lạnh giá, và đóng gói chúng với xác chết đông lạnh. Hàng ngàn người Do Thái bị đóng băng cho đến chết. Một giai đoạn nghỉ ngơi đã diễn ra vào dịp Giáng sinh, nhưng các vụ giết người lại tiếp tục vào ngày 28 tháng 12. Đến ngày 31 tháng 12, hơn 40.000 người Do Thái đã bị giết.